# Cristache Gheorghiu
Cristache Gherorghiu, romunski general, * 1892, † 1982.